# A-40174
A-40174 (SP-1) je analgetik koji deluje kao potentant agonist kanabinoidnog receptora. Ovo jedinjenje je razvila kompanija Abot laboratorije tokom 1970-tih.

## Viji još
- A-41988
- Menabitan